# Backdraft (Universal Studios)
Pour les articles homonymes, voir Backdraft.
Backdraft était un spectacle d'effets spéciaux des parcs Universal Studios Hollywood et Universal Studios Japan, basé sur le film de 1991 du même nom. Les visiteurs pouvaient apprendre comment les effets pyrotechniques étaient créés au cinéma et en faire l'expérience.
La version située à Hollywood devait officiellement fermer ses portes après la fête du Travail de 2009 pour être remplacée par Transformers: The Ride – 3D en 2011, mais elle finalement restée ouverte plus longtemps pour apaiser les visiteurs en raison de la fermeture temporaire d'autres attractions pour rénovation annuelle. L'attraction d'Hollywood ferme officiellement ses portes le 11 avril 2010.
La version située à Osaka a été temporairement fermée le 14 septembre 2020 à cause de la pandémie de COVID-19. Cependant, le 16 mai 2023, Universal Studios Japan annoncé son intention de ne plus rouvrir l'attraction,.

## Histoire
Après le succès de King Kong Encounter en 1986 lors du Studio Tour aux Universal Studios Hollywood, MCA (alors propriétaire d' Universal Pictures) commence à étendre le parc pour en faire une destination incontournable dans toute la Californie du Sud. En 1991, E.T. Adventure ouvre ses portes et un ensemble géant d'escalators appelé Starway est construit sur la colline qui menait à diverses attractions, boutiques et aires de restauration. Après que le film Backdraft de 1991 soit devenu un succès critique et commercial, MCA Planning and Development (maintenant connu sous le nom de Universal Creative) commence à construire l'attraction et l'ouvre le 1er juillet 1992. L'attraction est dupliquée aux Universal Studios Japan et ouvre avec le parc, le 31 mars 2001.

## Description

### Entrée et file d'attente

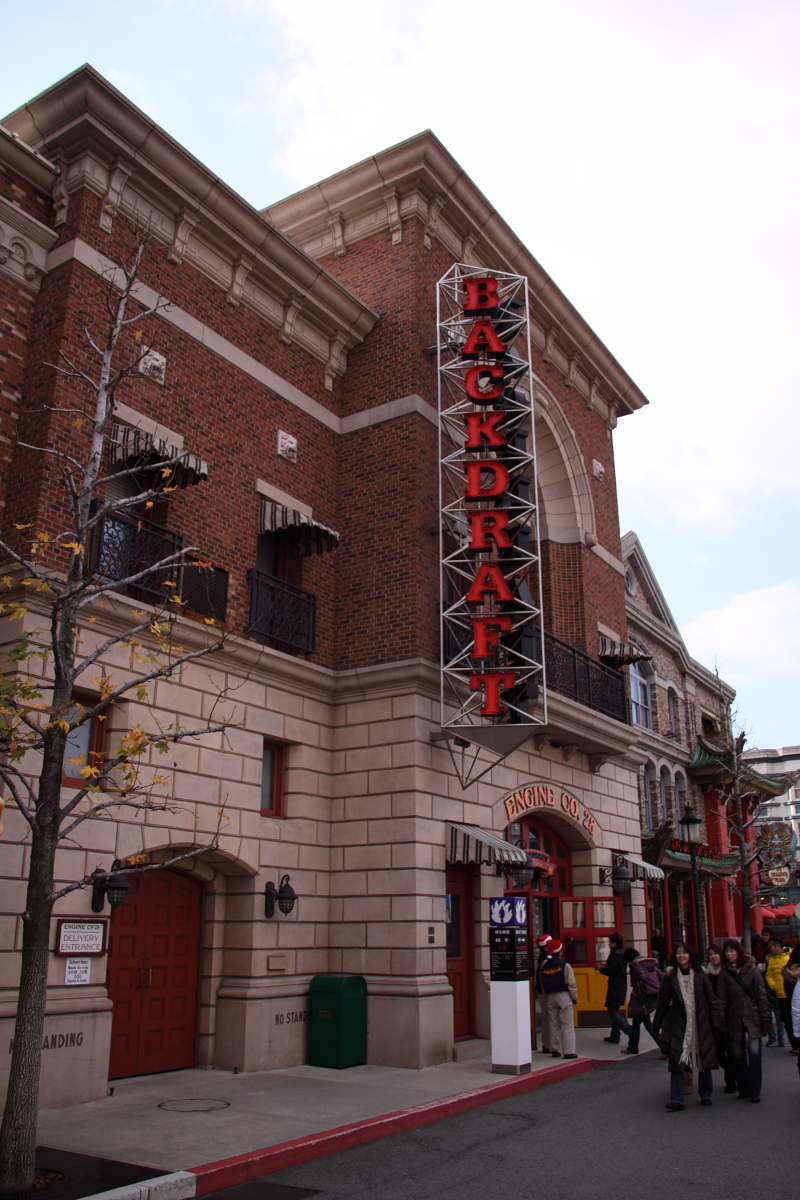
Entrée de Backdraft à Universal Studios Japan.

Pour la version hollywoodienne, les visiteurs entrent dans un studio d'enregistrement dans le Lower Lot où Backdraft était filmé. Pour la version japonaise, les visiteurs entrent dans une façade d'immeuble à San Francisco et dans un studio d'enregistrement où Backdraft est filmé.

### Avant-spectacle
Alors que les invités entrent dans le « centre de tournage de Backdraft », Ron Howard apparaît sur un écran vidéo et parle aux visiteurs du tournage de Backdraft. Pour la version hollywoodienne, les visiteurs entrent dans un autre plateau de tournage. Pour la version japonaise, les visiteurs entrent dans un décor d'une ruelle de la ville, où le bâtiment est en feu. Les stars du film, Scott Glenn et Kurt Russell apparaissent sur l'écran vidéo et parlent de l'incendie. Au moment où ils ont terminé, l'incendie surprend les invités. Ils sont finalement conduits dans un décor ressemblant à la scène de l'entrepôt du film.

### Spectacle principal

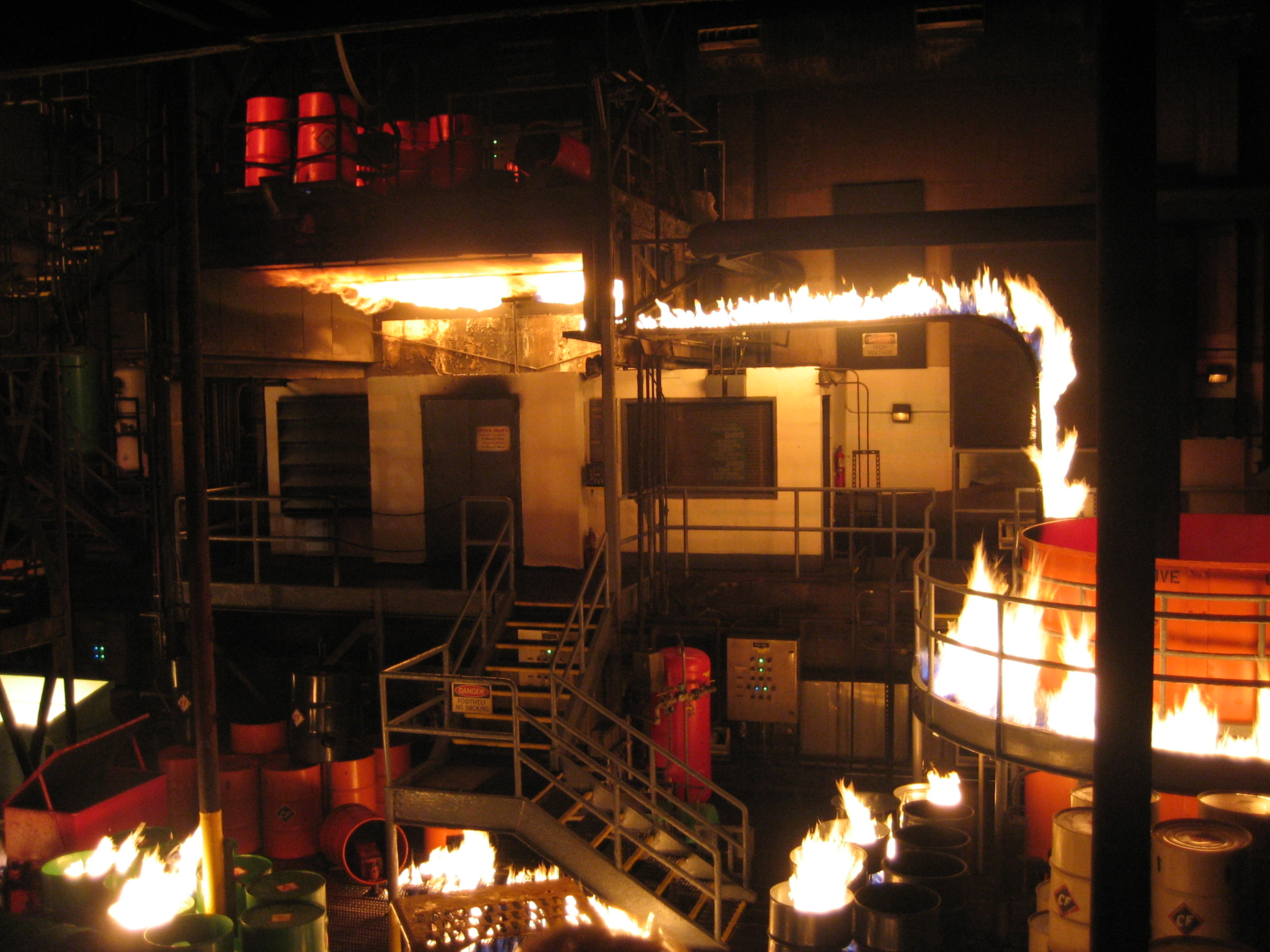
Scène principale de la version hollywoodienne.

Les invités s'alignent sur une plate-forme d'observation à plusieurs niveaux, surplombant une scène d'entrepôt. Le spectacle principal commence par une narration : « Il y a un incendie dans le bureau central. Il a tout brûlé dans la pièce, jusqu'à ce qu'il n'y ait plus d'oxygène. Oh, ça peut paraître calme maintenant, mais c'est une tromperie... car à l'intérieur se cachent des gaz naturels non brûlés. En attendant... une bouffée d'air frais... » Soudain, un incendie se déclare dans l'entrepôt, provoquant un retour de flamme. Une série d'explosions crée plus d'incendie. Après une dernière explosion, la plate-forme sur laquelle se tiennent les invités s'abaisse soudainement de quelques centimètres. Les participants sont alors invités à sortir par le bâtiment.

## Dans la culture populaire
Le décor de l'entrepôt a été largement mis en avant dans la série télévisée Sliders, dans l'épisode de la troisième saison intitulé « The Fire Within ».
Dans un épisode de Seinfeld intitulé « The Trip », George Costanza exprime son intérêt à voir l'attraction.
Il y a une référence à l'attraction dans un épisode de la troisième saison de la série télévisée Psych intitulé « Earth, Wind and... Wait for It ».